# Порохник (гміна)
Гміна Прухник (пол. Gmina Pruchnik) — місько-сільська гміна у східній Польщі. Належить до Ярославського повіту Підкарпатського воєводства.
Станом на 31 грудня 2011 у гміні проживало 9825 осіб.

## Площа
Згідно з даними за 2007 рік площа гміни становила 78.26 км², у тому числі:
- орні землі: 73.00%
- ліси: 19.00%

Таким чином, площа гміни становить 7.60% площі повіту.

## Населення
Станом на 31 грудня 2011:
| Опис     | Загалом | Загалом | Чоловіки | Чоловіки | Жінки | Жінки |
| -------- | ------- | ------- | -------- | -------- | ----- | ----- |
| одиниця  | осіб    | %       | осіб     | %        | осіб  | %     |
| все      | 9825    | 100     | 4873     | 49.60    | 4952  | 50.40 |
| міське   | 3689    | 100     | 1828     | 49.55    | 1861  | 50.45 |
| сільське | 6136    | 100     | 3045     | 49.63    | 3091  | 50.37 |

## Солтиства
- Гавловичі
- Йодлівка
- Йодлувка-Парцеляція
- Крамарівка
- Порохник Долішній
- Порохник Горішній
- Розбір Довгий
- Розбір Округлий
- Ріплин
- Слобідна

## Історія
Об'єднана сільська гміна Прухнік Място утворена в Ярославському повіті Львівського воєводства 1 серпня 1934 року з дотогочасних гмін сіл:
- Хорів
- Челятичі
- Гавловичі
- Йодлівка
- Крамарівка
- Прухнік Място
- Прухнік Вєсь
- Рачина
- Розбір Довгий
- Розбір Округлий
- Ріплин
- Слобідна
- Тулиголови
- Угорка
- Воля Угорська

## Сусідні гміни
Гміна Прухник межує з такими гмінами: Дубецько, Зажече, Каньчуга, Кривча, Розьвениця.